# 야기촌 (기후현)
야기촌(일본어: 養基村)은 일본 기후현 이비군에 설치되었던 촌이다. 현재의 이비가와정 남부·이케다정 북부에 위치한다.

## 참고 문헌
- 角川日本地名大辞典編纂委員会,『角川日本地名大辞典 21 岐阜県』1980, 角川書店